# Col·locació de components

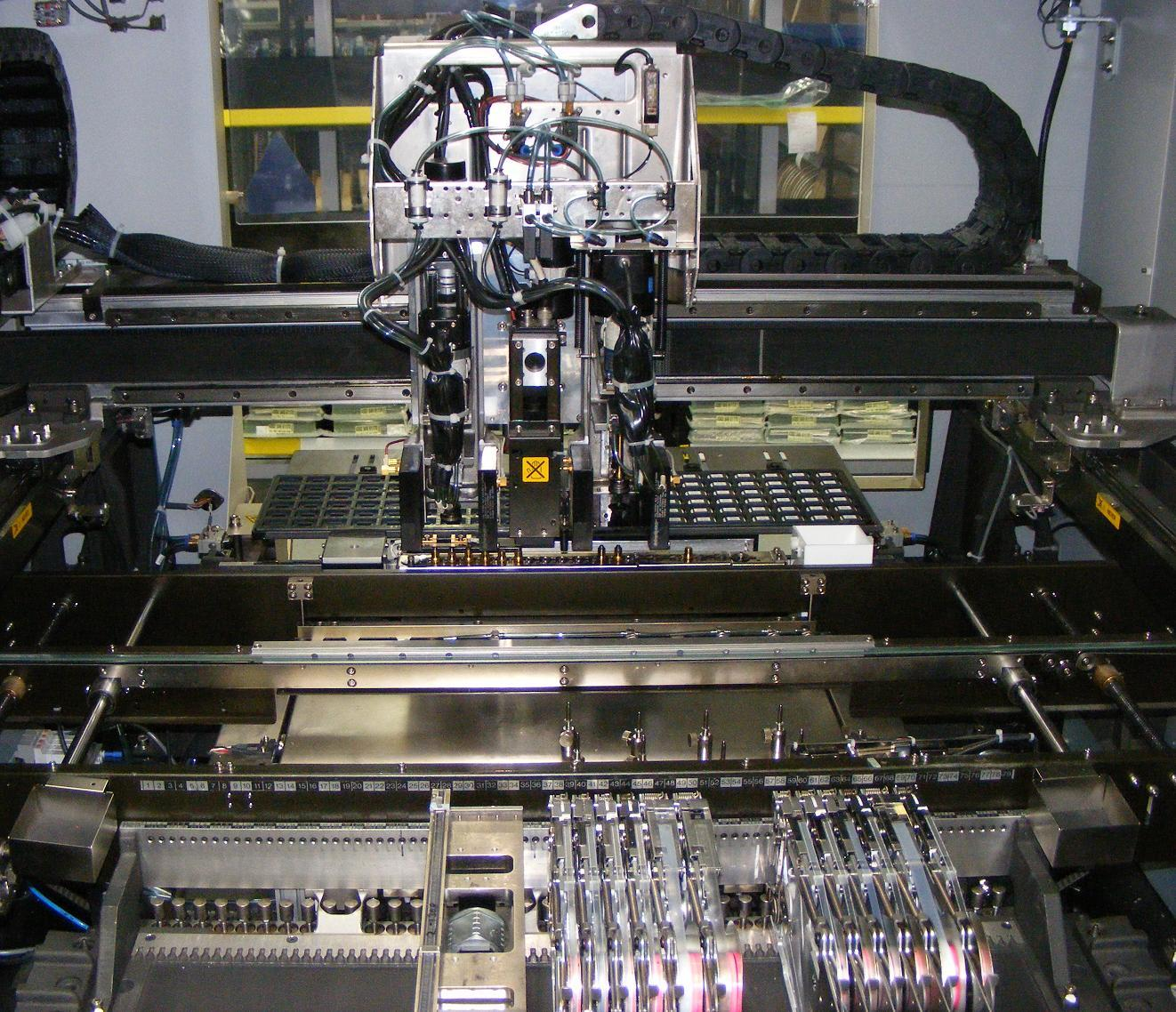
Part interna d'una màquina de muntatge en superfície Juki KE2010L de 4 capçals. La màquina s'utilitza per col·locar components electrònics que es solden a la cara d'una placa de circuit imprès en lloc de tenir cables que passen pels forats de la placa. La màquina està carregada amb bobines estàndard de 8 "en alimentadors mecànics (front dret) i una safata de microprocessadors QFP (centre posterior).

La col·locació de components és un procés de fabricació d'electrònica que col·loca els components elèctrics amb precisió en plaques de circuits impresos (PCB) per crear interconnexions elèctriques entre els components funcionals i els circuits d'interconnexió a les PCB (conductors-coixinets). Els cables dels components s'han de submergir amb precisió a la pasta de soldadura dipositada prèviament als coixinets de la PCB. El següent pas després de la col·locació dels components és la soldadura.

## Entrades de col·locació
- Col·locador flexible, tirador de xips i altres màquines especialitzades.
- PWB amb impressió de soldadura.
- Components subministrats pels alimentadors.
- Fitxers informàtics: el programa informàtic controla la ubicació de cada component al PWB (X, Y i theta angular), els nivells d'inventari de l'alimentació, la capacitat del suport de buit de la màquina de col·locació, la realineació automàtica de components, la precisió de la col·locació, els sistemes de visió i el transport de PCB a través de la línia.[2]

## Procés de col·locació
La seqüència de col·locació bàsica inclou generalment: indexació de taulers, registre de taulers, alineació de visió fiducial, recollida de components, centrat de components/inspecció de visió, col·locació de components i indexació de taulers. La recollida de components, el centratge de components/inspecció de visió, la col·locació de components es repeteixen per a cada component. De vegades, la dispensació d'adhesiu i la verificació elèctrica en línia també s'inclouen a la seqüència.
Mitjançant el procés d'indexació del tauler, el PWB imprès amb plantilla es carrega a la posició adequada. Les marques fidedignes, també conegudes com a marcadors fiducials, proporcionen punts mesurables comuns per a tots els passos del procés de muntatge. Hi ha molts tipus de fiducials. Els fiducials globals s'utilitzen per localitzar la posició de totes les característiques en una placa de circuit imprès individual. Quan es processen diverses plaques com a panell, els fiducials globals també es poden denominar fiducials de panell si s'utilitzen per localitzar els circuits des de la dada del panell. Els fiducials locals s'utilitzen per localitzar la posició d'un patró o component de terra individual que pot requerir una ubicació més precisa, com ara un pas de 0.02 in (0.51 mm) en encapsulat QFP.
La junta es troba mitjançant la identificació de fiducials globals al PWB. A continuació, els alimentadors recullen i centren els components a una distància coneguda del component. Una major precisió de col·locació requereix l'ajuda dels fiducials locals visualitzats per sensors òptics o làser. El capçal de recollida al buit elimina components dels alimentadors. Al final, el component es col·loca a la ubicació correcta X, Y i theta amb tots els cables i els coixinets correctes en contacte amb la pasta de soldadura. A continuació, els PWB amb tots els components col·locats correctament passaran al procés de reflux.

## Tipus de màquines de recollida i col·locació
Una màquina de selecció i col·locació és una màquina d'estil robòtica que col·loca una varietat de tipus de components. Inclou funcions com ara: ubicacions d'alimentació de recollida de components, recollida al buit, sistema de visió, realineació automàtica de components, precisió de col·locació repetible i sistema de transport per a PCB.
La màquina pick and place és sovint la peça més important de l'equip de fabricació per col·locar components amb prou fiabilitat i precisió per satisfer els requisits de rendiment d'una manera rendible. Normalment, els equips de recollida i col·locació de muntatge en superfície, inclòs un complement complet d'alimentadors, constitueixen al voltant del 50% de la inversió de capital total necessària per a una línia de fabricació de muntatge en superfície de volum mitjà.